# Clinic
En clinic (betoning på första stavelsen) är ett lånord från engelskan som ofta används inom ridsporten och bland skidlärare. Det betyder ungefär "seminarium", "träningsläger" eller "kurs" , ofta med någon som betraktas som mer eller mindre expert inom området ifråga.
Ursprungligen kommer ordet från de amerikanska musikskolorna, där man tog in en stilbildande gästmusiker för att eleverna skulle lära sig och kunna fråga musikern direkt, samtidigt som man diskuterade stilen i grupp och spelade tillsammans.
Uttrycket har senare lånats över till westernridningsvärlden där de som hanterade hästar och boskap på en ranch eller närliggande rancher, gemensamt tog in en expert inom ett visst område för att lära sig mer tillsammans.
Med tiden har begreppet lånats över till övriga ridsportgrenar, men är fortfarande störst inom westernridningen. Används ofta numer också inom andra sporter som Golf och padel etc.